# Kosti Klemelä
Kosti Klemelä, född 29 februari 1920 i Metsämaa, Finland, död 26 november 2006 i Helsingfors, var en finländsk skådespelare.
Han tilldelades Pro Finlandia-medaljen 1983. Han är begravd på Sandudds begravningsplats i Helsingfors.

## Filmografi
- 1955 – Okänd soldat
- 1956 – Fem filurer
- 1958 – Sven Dufva
- 1968 – Här under polstjärnan
- 1973 – Severi i full fart
- 1977 – Harens år

### Webbkällor
- Kosti Klemelä på Svensk Filmdatabas
- Kosti Klemelä på Internet Movie Database (engelska)